# خوسيه إينفانت
خوسيه إينفانت (بالإسبانية: José Infante)‏ هو دراج مكسيكي، ولد في 31 أغسطس 1988.

## وصلات خارجية
- خوسيه إينفانت على موقع أرشيف الدراجات (الإنجليزية)